# Ostrowo (powiat nakielski)
Ostrowo (niem. Grünhausen) – wieś w Polsce położona w województwie kujawsko-pomorskim, w powiecie nakielskim, w gminie Mrocza.

## Podział administracyjny
W latach 1975–1998 miejscowość należała administracyjnie do województwa bydgoskiego.

## Demografia
Według Narodowego Spisu Powszechnego (III 2011 r.) liczyła 341 mieszkańców. Jest piątą co do wielkości miejscowością gminy Mrocza.

## Dawne cmentarze
Na terenie wsi zlokalizowane są 2 nieczynne cmentarze ewangelickie.